# محمد رسول‌اف
محمد رسول‌اُف (زادهٔ ۲۵ آبان ۱۳۵۱) فیلم‌نامه‌نویس، تهیه‌کننده، کارگردان، و زندانی سیاسی سابق ایرانی است. او در سال ۱۳۹۶ عضو آکادمی علوم و هنرهای سینما شد. مجلهٔ تایم در سال ۲۰۲۵ او را یکی از ۱۰۰ فرد تأثیرگذار جهان نامید.

## زندگی
محمد رسول‌اف ۲۵ آبان ۱۳۵۱ در شیراز زاده شد. او فرزند یک زوج معلم است که کار معلمی را با آموزش خواندن و نوشتن به زندانی‌ها در زندان شیراز آغاز کردند. رسول‌اف نخستین بار در هشت سالگی به عنوان بازیگر روی صحنهٔ تئاتر رفت. او فعالیت هنری خود را در این زمینه دنبال کرد. علاقه به فیلم‌های مستند باعث ورود او به سینما شد.
رسول‌اف فیلم‌سازی را با آثار کوتاه و تجربی آغاز کرد و سپس به دعوت رسول صدرعاملی با حضور در فیلم دختری با کفش‌های کتانی (۱۳۷۷) به عنوان دستیار کارگردان، وارد سینمای حرفه‌ای شد. او در ۲۹ سالگی، نخستین فیلم بلند خود را به نام گاگومان (۱۳۸۰) که مستندی داستانی بود به تهیه‌کنندگی هوشنگ نوراللهی ساخت. گاگومان، سیمرغ بلورین بهترین فیلم اول از بیست‌ویکمین جشنوارهٔ فیلم فجر و تندیس بهترین فیلم مستند از ششمین جشن خانهٔ سینما را برای رسول‌اف به ارمغان آورد.
نخستین ساختهٔ محمد رسول‌اف نشان از دغدغه‌های اجتماعی و نگاه ویژهٔ او به روابط انسانی و مشکلات موجود در جامعه داشت. این رویکرد در آثار پسین او ادامه یافت و به تدریج شکلی انتقادی به خود گرفت. رسول‌اف در فیلم‌های خود با نگاهی جستجوگر و لحنی جسورانه، به نقد ساختار قدرت و فرهنگ حاکم بر جامعه می‌پردازد. این نگرش، دستگاه ممیزی حکومت ایران را در مقابل او قرار داد.
محمد رسول‌اف ده‌ها جایزه از جشنواره‌های بین‌المللی از جمله جایزهٔ بهترین کارگردانی از بخش نوعی نگاه و جایزهٔ منتقدان فرانسیس شاله برای به امید دیدار در سال ۲۰۱۱، جایزهٔ فدراسیون بین‌المللی منتقدان فیلم برای دست‌نوشته‌ها نمی‌سوزند در سال ۲۰۱۳، جایزهٔ بهترین فیلم بخش نوعی نگاه جشنوارهٔ فیلم کن برای فیلم لِرد در سال ۲۰۱۷، جایزه بهترین فیلم از هفتادمین دوره جشنواره فیلم برلین برای شیطان وجود ندارد در سال ۲۰۲۰ را به‌دست آورده است. با وجود موفقیت‌ها و ستایش‌های جهانی، هیچ‌یک از فیلم‌های او مجوز نمایش عمومی در ایران را ندارند.
در هشتادودومین جشنواره فیلم ونیز به عنوان یکی از اعضای هیئت داوران بخش اصلی جشنواره حضور دارد.

## محرومیت و محکومیت قضایی
محمد رسول‌اف همواره در طول فعالیت حرفه‌ای خود از سوی نهادهای امنیتی نظام جمهوری اسلامی تحت فشار قرار گرفته و بارها به دلایل مختلف به دادگاه فراخوانده شده است.
- در پی رویدادهای رخ داده پس از انتخابات سال ۱۳۸۸، محمد رسول‌اُف و جعفر پناهی در حال ساخت فیلمی بودند که به همراه کلیهٔ عوامل حاضر در محل فیلم‌برداری بازداشت شدند. رسول‌اف پس از محاکمه در آذر ۱۳۸۹ به شش سال زندان (پنج سال حبس به اتهام اجتماع و تبانی به منظور اقدام علیه امنیت ملی و یک سال حبس به اتهام فعالیت تبلیغی علیه نظام) محکوم شد. در دادگاه تجدید نظر، از اتهامِ اقدام علیه امنیت ملی تبرئه شد و حکمِ زندان او به یک‌سال کاهش پیدا کرد.[۴]
- در سال ۱۳۹۰ ممنوعیت خروج محمد رسول‌اف از ایران، به دلیل نمایش فیلم به امید دیدار در شصت و چهارمین جشنوارهٔ فیلم کن لغو شد. اما او موفق به حضور در این رویداد نشد.[۶][۷]
- پس از نمایش فیلم دست‌نوشته‌ها نمی‌سوزند در شصت و ششمین جشنوارهٔ فیلم کن، بار دیگر در شهریور ۱۳۹۲ گذرنامه و وسایل شخصی رسول‌اف در فرودگاه تهران ضبط و پس از یک سال به وی بازگردانده شد.
- پس از دو سال، تلاش محمد رسول‌اف موفق به دریافت پروانه ساخت از وزارت فرهنگ و ارشاد اسلامی شد و فیلم لِرد را در زمستان ۱۳۹۴ مقابل دوربین برد. سی‌وپنجمین جشنوارهٔ فیلم فجر حاضر به نمایش این فیلم نشد[۸] ولی به بخش رقابتی نوعی نگاه در هفتادمین جشنوارهٔ فیلم کن راه یافت و موفق به کسب جایزهٔ بهترین فیلم شد. پس از آن با ورود رسول‌اف به ایران در ۲۵ شهریور ۱۳۹۶ دوباره گذرنامه و لوازم شخصی او توسط سازمان اطلاعات سپاه در فرودگاه ضبط و خود به دادگاه انقلاب احضار شد.[۹][۱۰] نزدیک به دو سال بعد در ۲۶ تیر ۱۳۹۸ رای محکومیت یک سال زندان از دادگاه بدوی همراه با دو سال ممنوعیت خروج از کشور و محرومیت از فعالیت‌های سیاسی و اجتماعی به اتهام فعالیت تبلیغی علیه نظام به او ابلاغ شد.
- در پی تأیید حکم در دادگاه تجدید نظر در اسفند ۱۳۹۸ و به فاصله کوتاهی از کسب خرس طلایی بهترین فیلم جشنواره برلین، محمد رسول‌اف برای اجرای حکم زندان فراخوانده شد. این اقدام، واکنش گسترده جامعه جهانی را همراه داشت. برلیناله، جشنواره کن، جشنواره بین‌المللی فیلم مستند آمستردام، جشنواره روتردام، آکادمی فیلم اروپا، آکادمی فیلم آلمان و بسیاری دیگر از مجامع هنری با انتقاد از عملکرد حکومت ایران، از محمد رسول‌اف حمایت و نسبت به وضعیت او ابراز نگرانی کردند.[۱۱][۱۲][۱۳] با پیگیری وکلا و به دنبال دنیاگیری کووید-۱۹ در ایران، حکم زندان او در آن مقطع اجرا نشد.

### بازداشت به دلیل انتشار بیانیه تفنگت را زمین بگذار
در ۱۷ تیر ۱۴۰۱ محمد رسول‌اف و مصطفی آل‌احمد بازداشت شدند. علت بازداشت این دو کارگردان انتشار بیانیه سینماگران با عنوان «تفنگت را زمین بگذار»، در جریان اعتراض‌های مردمی پس از فروریختن ساختمان متروپل آبادان عنوان شد. رسول‌اف پس از چند هفته بازجویی و زندان در سلول انفرادی، برای اجرای حکم‌های پیشین به بند عمومی زندان اوین منتقل شد و پس از تحمل حدود هفت ماه زندان در ۲۳ بهمن ۱۴۰۱ آزاد شد.

#### واکنش‌ها
- سازمان حقوق بشر ایران بازداشت محمد رسول‌اف و مصطفی آل‌احمد، را نقض فاحش آزادی بیان و آزادی‌های اساسی شهروندان اعلام کرد و خواستار آزادی فوری و بدون قید و شرط آن‌ها شد.[۱۷]
- ده‌ها نفر از اهالی سینما و هنرمندان ایرانی در بیانیه‌ای خواستار آزادی فوری و بی‌قید و شرط محمد رسول‌اف و مصطفی آل احمد شدند. اصغر فرهادی و فاطمه معتمدآریا از امضاکنندگان این بیانیه بوده‌اند.[۱۸]
- حامد بهداد: «جای هنرمندان زندان نیست. پناهی، رسول‌اُف و آل احمد را با گفت‌وگو فرا بخوانید. امنیت را محدود به خود نسازید. ما نیز امنیت می‌خواهیم.»[۱۹]

### محکوم شدن به زندان
چهارشنبه ۱۹ اردیبهشت ۱۴۰۳ اعلام شد که محمد رسول‌اف به تحمل هشت سال زندان (۵سال قابل اجرا)، شلاق، جزای نقدی، و ضبط اموال محکوم شده است. این حکم توسط شعبهٔ ۲۹ دادگاه انقلاب اسلامی تهران صادر و در شعبه ۳۶ دادگاه تجدیدنظر تهران تأیید شد.

### خروج از ایران
او که ممنوع‌الخروج و به هشت سال زندان محکوم شده بود با انتشار ویدیویی از لحظه خروج خود از مرزِ زمینی ایران گفت از این پس ساکن ایران فرهنگی است. او با اشاره به توقیف گذرنامه خود برای چندمین بار و تفتیش مأموران امنیتی از خانه‌اش نوشت:
اگر فکر می‌کنید مرزهای ایران در دست شماست در خواب خوشی هستید. اگر ایران جغرافیایی زیر چکمه‌های استبداد دینی شما رنج می‌کشد ایران فرهنگی در ذهن مشترک میلیون‌ها ایرانی که از ظلم و توحش شما ناچار به ترک ایران شدند زنده است و هیچ قدرتی نمی‌تواند اراده خود را به آن تحمیل کند. از امروز من ساکن ایران فرهنگی‌ام.

## فیلم‌شناسی
| سال  | عنوان               | سمت      | سمت     | سمت       | توضیحات                   |
| سال  | عنوان               | کارگردان | نویسنده | تهیه‌کننده | توضیحات                   |
| ---- | ------------------- | -------- | ------- | --------- | ------------------------- |
| ۱۴۰۳ | دانه‌ی انجیر معابد   | آری      | آری     | آری       | بازیگران زن بدون حجاب     |
| ۱۴۰۰ | جنایت عمدی          | آری      |         |           | فیلم مستند روایی          |
| ۱۳۹۸ | شیطان وجود ندارد    | آری      | آری     | آری       |                           |
| ۱۳۹۸ | هاچ‌بک قرمز          |          | آری     | آری       | نویسندهٔ همکار: اشکان نجفی |
| ۱۳۹۸ | مادر-پسر            |          | آری     | آری       |                           |
| ۱۳۹۵ | لِرد                 | آری      | آری     | آری       |                           |
| ۱۳۹۲ | دست‌نوشته‌ها نمی‌سوزند | آری      | آری     | آری       |                           |
| ۱۳۹۰ | به امید دیدار       | آری      | آری     | آری       |                           |
| ۱۳۸۸ | گشر                 |          |         | آری       |                           |
| ۱۳۸۸ | کشتزارهای سپید      | آری      | آری     | آری       |                           |
| ۱۳۸۶ | باد دَبور            | آری      | آری     |           | فیلم مستند                |
| ۱۳۸۳ | جزیره آهنی          | آری      | آری     | آری       |                           |
| ۱۳۸۰ | گاگومان             | آری      | آری     | آری       | فیلم مستند داستانی        |

## جوایز
- جایزه ویژه بهترین فیلمنامه برای دانه‌ی انجیر معابد از هفتاد وهفتمین دوره جشنواره کن - ۲۰۲۴ [۲۶]
- جایزه بهترین فیلم به انتخاب تماشاگران چهل و چهارمین دوره جشنواره سائو پائولو (موسترا) برزیل برای شیطان وجود ندارد در سال ۲۰۲۰
- جایزه منتقدان شصت و پنجمین دوره جشنواره بین‌المللی فیلم وایادولید اسپانیا برای شیطان وجود ندارد در سال ۲۰۲۰[۲۷]
- برترین جایزه فیلم سیدنی به ارزش ۶۰ هزار دلار استرالیا (۴۴ هزار دلار آمریکا) برای کارگردانی شیطان وجود ندارد در سال ۱۴۰۰[۲۸]
- جایزه بزرگ جشنواره مونتکلیر آمریکا برای فیلم شیطان وجود ندارد در سال ۲۰۲۰ متن صفحه.[۲۹]
- جایزه بزرگ بیست و نهمین جشنواره بین‌المللی فیلم هارتلند آمریکا برای فیلم شیطان وجود ندارد در سال ۲۰۲۰[۳۰]
- جایزهٔ خرس طلایی بهترین فیلم برای شیطان وجود ندارد از هفتادمین دوره جشنواره بین‌المللی فیلم برلین در سال ۲۰۲۰[۳۱]
- جایزه هیئت داوران منتقدان کلیسایی برای فیلم شیطان وجود ندارد از هفتادمین جشنواره برلین در سال ۲۰۲۰[۳۲]
- جایزه ویژه سینماداران آلمان برای فیلم شیطان وجود ندارد از هفتادمین جشنواره برلین در سال ۲۰۲۰[۳۲]
- جایزهٔ سنبل افتخاری برای مجموعه فعالیت حرفه‌ای از شصت و سومین دورهٔ جشنوارهٔ فیلم وایادولید (سمینسی) در سال ۲۰۱۸[۳۳]
- جایزهٔ بهترین فیلم‌نامه برای لِرد از پنجاه‌وسومین دورهٔ جشنوارهٔ بین‌المللی فیلم شیکاگو در سال ۲۰۱۷
- تقدیر ویژه برای لِرد در بخش جایزهٔ بنیاد خانوادهٔ ویلف از سی و چهارمین دورهٔ جشنوارهٔ فیلم اورشلیم در سال ۲۰۱۷[۳۴]
- جایزهٔ بهترین کارگردانی و بهترین بازیگر مرد برای لِرد از پنجاه و چهارمین دورهٔ جشنوارهٔ بین‌المللی فیلم آنتالیا در سال ۲۰۱۷[۳۵]
- جایزهٔ فدراسیون منتقدان بین‌المللی (فیپرشی) برای لِرد از چهاردهمین دورهٔ جشنوارهٔ بین‌المللی فیلم زردآلوی طلایی ایروان در سال ۲۰۱۷
- جایزهٔ بهترین فیلم برای لِرد از بخش نوعی نگاه هفتادمین دورهٔ جشنوارهٔ فیلم کن در سال ۲۰۱۷
- تقدیر ویژه از دست‌نوشته‌ها نمی‌سوزند در بیست و هشتمین دورهٔ جشنوارهٔ بین‌المللی فیلم فرایبورگ در سال ۲۰۱۴
- جایزهٔ دستاورد فعالیت هنری از پنجمین دورهٔ جشنواره بین‌المللی فیلم حقوق بشر نورنبرگ در سال ۲۰۱۳
- جایزهٔ بهترین فیلم سیاسی برای دست‌نوشته‌ها نمی‌سوزند از بیست‌ویکمین دورهٔ جشنوارهٔ فیلم هامبورگ در سال ۲۰۱۳
- نشان نقرهٔ فعالیت هنری از چهلمین دورهٔ جشنوارهٔ فیلم تلوراید به همراه برادران کوئن، رابرت ردفورد و تی بون برنت در سال ۲۰۱۳
- جایزهٔ فدراسیون منتقدان بین‌المللی (فیپرشی) برای دست‌نوشته‌ها نمی‌سوزند از شصت و ششمین دورهٔ جشنوارهٔ کن در سال ۲۰۱۳
- تقدیر ویژه از به امید دیدار در سی‌وسومین دوره جشنواره بین‌المللی فیلم دوربان در سال ۲۰۱۲
- جایزهٔ بهترین کارگردانی برای به امید دیدار از چهارمین دورهٔ جشنوارهٔ فیلم میلواکی در سال ۲۰۱۲
- جایزهٔ منتخب تماشاگران (دایرفت) برای به امید دیدار از چهل‌ویکمین دوره جشنواره بین‌المللی فیلم روتردام در سال ۲۰۱۲
- جایزهٔ تک شاخ طلایی برای مجموعه فعالیت حرفه‌ای از سی‌ویکمین دوره جشنواره بین‌المللی فیلم امی ینز در سال ۲۰۱۱
- جایزهٔ ویژهٔ جوانان هیئت داوران برای به امید دیدار از چهل و هشتمین دورهٔ جشنوارهٔ بین‌المللی فیلم پرتقال طلایی آنتالیا در سال ۲۰۱۱
- جایزهٔ ویژهٔ انجمن منتقدان سینمایی برای به امید دیدار از چهل و هشتمین دورهٔ جشنوارهٔ بین‌المللی فیلم پرتقال طلایی آنتالیا در سال ۲۰۱۱
- جایزهٔ بهترین کارگردانی برای به امید دیدار از بخش نوعی نگاه شصت و چهارمین دورهٔ جشنوارهٔ کن در سال ۲۰۱۱
- جایزهٔ منتقدان فرانسیس شاله برای به امید دیدار از شصت و چهارمین دورهٔ جشنوارهٔ کن در سال ۲۰۱۱
- جایزهٔ کریستف کیشلوفسکی به عنوان بهترین فیلم برای کشتزارهای سپید از سی‌وسومین دوره جشنواره فیلم دنور در سال ۲۰۱۰
- جایزهٔ بهترین فیلم برای کشتزارهای سپید از سی‌ویکمین دورهٔ جشنوارهٔ بین‌المللی فیلم دوربان در سال ۲۰۱۰[۳۶]
- جایزهٔ ویژه هیئت داوران و بهترین بازیگر مرد برای کشتزارهای سپید از ششمین دورهٔ جشنوارهٔ بین‌المللی فیلم دوبی در سال ۲۰۰۹
- جایزهٔ بهترین فیلم برای جزیره آهنی از یازدهمین دورهٔ جشنوارهٔ فیلم آوانسا در سال ۲۰۰۷
- جایزهٔ بهترین فیلم‌نامه برای جزیره آهنی از یازدهمین دوره جشنواره فیلم آوانسا در سال ۲۰۰۷
- جایزهٔ گنجینهٔ پنهان برای جزیره آهنی از سیزدهمین دورهٔ مراسم اهدای جوایز انجمن فیلم‌های مستقل کلوترودیس در سال ۲۰۰۷
- جایزهٔ بهترین فیلم برای جزیره آهنی از جشنواره مونترال، سینمای نو در سال ۲۰۰۵
- جایزهٔ بهترین فیلم‌نامه برای جزیره آهنی از جشنواره مونترال، سینمای نو در سال ۲۰۰۵
- جایزهٔ منتقدان برای جزیره آهنی از سیزدهمین دوره جشنوارهٔ فیلم هامبورگ در سال ۲۰۰۵
- جایزهٔ طاووس طلایی بهترین فیلم برای جزیره آهنی از سی‌وششمین دوره جشنوارهٔ بین‌المللی فیلم هند در سال ۲۰۰۵
- جایزهٔ ویژهٔ هیئت داوران برای جزیره آهنیاز چهل و سومین دورهٔ جشنواره بین‌المللی فیلم خیخون در سال ۲۰۰۵
- جایزهٔ سیمرغ بلورین بهترین فیلم اول برای گاگومان از بیست‌ویکمین دورهٔ جشنوارهٔ بین‌المللی فیلم فجر در سال ۲۰۰۳
- تندیس شایستگی بهترین فیلم مستند برای گاگومان از ششمین جشن سینمای ایران (خانهٔ سینما) در سال ۲۰۰۲[۳۷]
- نامزد جایزه اسکار برای فیلم دانه انجیر معابد به عنوان نماینده کشور آلمان در سال ٢٠٢۵